# Eustaas III van Boulogne
Eustaas III van Boulogne (ca. 1058 - Rumilly (Pas-de-Calais), na 1125) was graaf van Boulogne en door erfenis een van de rijkste edelen van Noord-Frankrijk en Engeland.

## Levensloop
Eustaas volgde in 1087 zijn vader op als graaf van Boulogne en erfde van hem ook grote bezittingen in Engeland, die zijn vader had verworven als dank voor zijn bijdragen aan de Normandische verovering van Engeland. Eustaas liet zelfs eigen munten slaan in York (Engeland). Verhalen dat hij zelf zou hebben deelgenomen aan de slag bij Hastings zijn vrijwel zeker onwaar, omdat Eustaas toen nog een kind was. Wel steunde hij een opstand in 1088 tegen Willem II van Engeland als steun voor Robert Curthose.
Hij ging met zijn broers Godfried van Bouillon en Boudewijn van Boulogne mee op de Eerste Kruistocht in 1097. Het is echter onduidelijk of hij naar het oosten mee reisde in het gevolg van zijn broer Godfried of dat van Robert Curthose. Gedurende de kruistocht was hij merendeels de steun voor Godfried. Eustaas was aanwezig tijdens het Beleg van Nicea (mei-juni 1097), hij hielp Bohemund van Tarento bevrijden tijdens de Slag bij Dorylaeum (1 juli 1097), versloeg een vijandige hinderlaag gedurende het Beleg van Antiochië en was een van de leiders tijdens de verovering van Antiochië op 3 juni 1098.
Eustaas was een raadslid tijdens een congres dat gehouden werd in Ruj op 4 januari 1099, als bemiddeling in een conflict tussen Bohemund van Tarento en Raymond IV van Toulouse over wie de controle over Antiochië zou krijgen. Begin december 1098 nam Eustaas deel met Raymond aan de aanval op Ma'arrat al-Numan en later ook aanwezig bij een aanval op Nablus in juli 1099. Hij vocht tijdens het Beleg van Jeruzalem naast zijn broer Godfried van Bouillon op een belegeringstoren. Hij behoorde tot de eerste die de stad binnen kwamen via de opengebroken muren. Hij was ook aanwezig bij de Slag bij Ashkelon (12 augustus 1099), waar hij een divisie kruisvaarders aanvoerde.
Nadat het Heilige Land veroverd was, keerde Eustachius als enige terug naar huis. Godfried werd koning van Jeruzalem en werd opgevolgd door Boudewijn. Toen Boudewijn in 1118 overleed, trok Eustatius na enige tijd geaarzeld te hebben naar het Heilige Land. Halverwege (in Apulia), hoorde hij dat Boudewijn van Bourcq (een ander familielid) inmiddels tot koning was gekroond. Eustaas keerde toen terug naar Boulogne. In 1125 deed hij afstand van zijn functies en werd monnik.
Hij wordt beschreven in het gedicht Chanson du chevalier au cygne, en in de Opera Lohengrin zijn ook gegevens over het leven van Eustaas in het stuk verwerkt.
Eustaas was een zoon van Eustaas II van Boulogne en Ida van Verdun. Hij huwde in 1102 met Maria van Schotland, de dochter van koning Malcolm III van Schotland. Zij was samen met haar zuster opgevoed in de abdij van Romsey. Hun huwelijk werd gearrangeerd door Hendrik I van Engeland die hiermee zijn positie tegen zijn broer Robert Curthose versterkte. Eustaas en Maria hadden een dochter: Mathilde van Boulogne, die huwde met koning Stefanus van Engeland.
Eustaas had vermoedelijk drie buitenechtelijke zoons:
- Rudolf, getuige bij een schenking van zijn vader aan St Paul's Cathedral (Londen)
- Eustaas, getuige bij dezelfde schenking van zijn vader aan St Paul's, vader van Eustaas, grootgrondbezitter in Essex en Hertfordshire
- mogelijk Godfried, gesneuveld in 1113 in de slag bij Al-Sannabra (bij een brug over de Jordaan, juist ten zuiden van het Meer van Tiberias) waar de kruisvaarders door een invallend leger van Turken en Saracenen werden verslagen.

## Voorouders
| Eustaas III van Boulogne | Vader: Eustaas II van Boulogne | Grootvader: Eustaas I van Boulogne      | Overgrootvader: Boudewijn II van Boulogne       |
| Eustaas III van Boulogne | Vader: Eustaas II van Boulogne | Grootvader: Eustaas I van Boulogne      | Overgrootmoeder: Adelina van Holland            |
| Eustaas III van Boulogne | Vader: Eustaas II van Boulogne | Grootmoeder: Mathilde van Leuven        | Overgrootvader: Lambert I van Leuven            |
| Eustaas III van Boulogne | Vader: Eustaas II van Boulogne | Grootmoeder: Mathilde van Leuven        | Overgrootmoeder: Gerberga van Neder-Lotharingen |
| Eustaas III van Boulogne | Moeder: Ida van Verdun         | Grootvader: Godfried II van Lotharingen | Overgrootvader: Gozelo i van Verdun             |
| Eustaas III van Boulogne | Moeder: Ida van Verdun         | Grootvader: Godfried II van Lotharingen | Overgrootmoeder: Gerberia ?                     |
| Eustaas III van Boulogne | Moeder: Ida van Verdun         | Grootmoeder: Doda                       | Overgrootvader: ?                               |
| Eustaas III van Boulogne | Moeder: Ida van Verdun         | Grootmoeder: Doda                       | Overgrootmoeder: ?                              |